# Europees kampioenschap volleybal mannen 2019
Het Europees kampioenschap volleybal mannen 2019 werd van 12 tot en met 29 september 2019 georganiseerd door België, Frankrijk, Nederland en Slovenië.

## Opzet
De top-8 van het vorige EK plaatste zich rechtstreeks voor het toernooi. De vier gastlanden zijn automatisch gekwalificeerd. Daar komen nog twaalf landen bij die zich via kwalificatietoernooien voor dit EK kwalificeren. In de eerste ronde worden de vierentwintig deelnemende ploegen onderverdeeld in vier groepen van zes.

## Gekwalificeerde teams
| Gastlanden                          | Via EK 2017                                                      | Groepswinnaars | Beste nummers 2                                      |
| ----------------------------------- | ---------------------------------------------------------------- | --- | ---------------------------------------------------- |
| België Frankrijk Nederland Slovenië | Servië Duitsland Rusland Italië Bulgarije Tsjechië Polen Turkije | Roemenië winnaar groep A Estland winnaar groep B Slowakije winnaar groep C Portugal winnaar groep D Wit-Rusland winnaar groep E Oekraïne winnaar groep F Griekenland winnaar groep G | Spanje Montenegro Finland Oostenrijk Noord-Macedonië |

## Speelsteden
- Antwerpen
- Brussel
- Montpellier
- Nantes
- Parijs
- Amsterdam
- Rotterdam
- Apeldoorn
- Ljubljana

## Eindtoernooi
- De vier gastlanden organiseren elk een groep.
- Het toernooi begint met een voorronde in vier groepen van elk zes teams. De vier beste teams in elke groep bereiken de 1/8-finales. De eerste van een poule komt hierin uit tegen een nummer 4 uit een andere poule, de nummer 2 tegen een nummer 3 enzovoort. Daarna gaat het verder in de eenvoudige KO-modus. De winnaars van de halve finale strijden om de finale, de verliezers spelen voor de derde plaats.

## Groepsfase

### Groep A
Alle wedstrijden zijn gespeeld in de Sud de France Arena te Montpellier (Frankrijk).
| # | Team        | Wedstrijden | Wedstrijden | Wedstrijden | Sets | Sets | Sets   | Punten | Punten | Punten | Opmerking                |
| # | Team        | G           | V           | Ptn         | G    | V    | SR     | G      | V      | PR     | Opmerking                |
| - | ----------- | ----------- | ----------- | ----------- | ---- | ---- | ------ | ------ | ------ | ------ | ------------------------ |
| 1 | Frankrijk   | 5           | 0           | 15          | 15   | 1    | 15,000 | 398    | 303    | 1.314  | Naar Kampioenschapsronde |
| 2 | Italië      | 4           | 1           | 12          | 13   | 6    | 02,167 | 452    | 389    | 1.162  | Naar Kampioenschapsronde |
| 3 | Bulgarije   | 3           | 2           | 9           | 10   | 7    | 01,429 | 396    | 394    | 1.005  | Naar Kampioenschapsronde |
| 4 | Griekenland | 1           | 4           | 3           | 5    | 13   | 00,385 | 386    | 432    | 0.894  | Naar Kampioenschapsronde |
| 5 | Portugal    | 1           | 4           | 3           | 5    | 13   | 00,385 | 386    | 433    | 0.891  |                          |
| 6 | Roemenië    | 1           | 4           | 3           | 5    | 13   | 00,385 | 372    | 439    | 0.847  |                          |

| Datum  | Tijd          |             | Uitslag |             | Set 1 | Set 2 | Set 3 | Set 4 | Set 5 | Totaal | Verslag |
| ------ | ------------- | ----------- | ------- | ----------- | ----- | ----- | ----- | ----- | ----- | ------ | ------- |
| 12 sep | 14:15 (UTC+3) | Bulgarije   | 3–0     | Griekenland | 25–22 | 25–16 | 25–20 |       |       | 75–58  | Verslag |
| 12 sep | 17:15 (UTC+3) | Portugal    | 0–3     | Italië      | 21–25 | 10–25 | 22–25 |       |       | 53–75  | Verslag |
| 12 sep | 20:45 (UTC+3) | Frankrijk   | 3–0     | Roemenië    | 25–19 | 25–14 | 25–16 |       |       | 75–49  | Verslag |
| 13 sep | 17:15 (UTC+3) | Bulgarije   | 3–0     | Roemenië    | 28–26 | 25–20 | 25–20 |       |       | 78–66  | Verslag |
| 13 sep | 20:45 (UTC+3) | Italië      | 3–1     | Griekenland | 17–25 | 25–23 | 25–19 | 25–18 |       | 92–85  | Verslag |
| 14 sep | 17:15 (UTC+3) | Griekenland | 0–3     | Frankrijk   | 14–25 | 18–25 | 24–26 |       |       | 56–76  | Verslag |
| 14 sep | 20:45 (UTC+3) | Bulgarije   | 3–1     | Portugal    | 25–23 | 28–30 | 25–23 | 25–22 |       | 103–98 | Verslag |
| 15 sep | 14:00 (UTC+3) | Roemenië    | 1–3     | Italië      | 15–25 | 14–25 | 25–23 | 14–25 |       | 68–98  | Verslag |
| 15 sep | 17:30 (UTC+3) | Portugal    | 0–3     | Frankrijk   | 11–25 | 20–25 | 23–25 |       |       | 54–75  | Verslag |
| 16 sep | 17:15 (UTC+3) | Roemenië    | 1–3     | Griekenland | 25–23 | 24–26 | 25–27 | 21–25 |       | 95–101 | Verslag |
| 16 sep | 20:45 (UTC+3) | Frankrijk   | 3–0     | Bulgarije   | 25–19 | 25–21 | 25–14 |       |       | 75–54  | Verslag |
| 17 sep | 14:00 (UTC+3) | Griekenland | 1–3     | Portugal    | 25–19 | 21–25 | 23–25 | 17–25 |       | 86–94  | Verslag |
| 17 sep | 19:30 (UTC+3) | Italië      | 3–1     | Bulgarije   | 22–25 | 25–23 | 25–21 | 25–17 |       | 97–86  | Verslag |
| 18 sep | 14:00 (UTC+3) | Portugal    | 1–3     | Roemenië    | 21–25 | 25–19 | 18–25 | 23–25 |       | 87–94  | Verslag |
| 18 sep | 20:30 (UTC+3) | Frankrijk   | 3–1     | Italië      | 25–22 | 22–25 | 25–21 | 25–22 |       | 97–90  | Verslag |

### Groep B
De wedstrijden van 13 en 14 september zijn gespeeld in Paleis 12 te Brussel (België), en de wedstrijden van 15 t/m 19 september in het Sportpaleis te Antwerpen (België).
| # | Team       | Wedstrijden | Wedstrijden | Wedstrijden | Sets | Sets | Sets   | Punten | Punten | Punten | Opmerking                |
| # | Team       | G           | V           | Ptn         | G    | V    | SR     | G      | V      | PR     | Opmerking                |
| - | ---------- | ----------- | ----------- | ----------- | ---- | ---- | ------ | ------ | ------ | ------ | ------------------------ |
| 1 | Servië     | 5           | 0           | 15          | 15   | 1    | 15,000 | 396    | 313    | 1.265  | Naar Kampioenschapsronde |
| 2 | België     | 4           | 1           | 11          | 12   | 5    | 02,400 | 386    | 345    | 1.119  | Naar Kampioenschapsronde |
| 3 | Duitsland  | 2           | 3           | 7           | 9    | 9    | 01,000 | 397    | 394    | 1.008  | Naar Kampioenschapsronde |
| 4 | Spanje     | 2           | 3           | 6           | 9    | 12   | 00,750 | 454    | 471    | 0.964  | Naar Kampioenschapsronde |
| 5 | Slowakije  | 2           | 3           | 5           | 6    | 12   | 00,500 | 386    | 423    | 0.913  |                          |
| 6 | Oostenrijk | 0           | 5           | 1           | 3    | 15   | 00,200 | 360    | 433    | 0.831  |                          |

| Datum  | Tijd          |            | Uitslag |            | Set 1 | Set 2 | Set 3 | Set 4 | Set 5 | Totaal  | Verslag |
| ------ | ------------- | ---------- | ------- | ---------- | ----- | ----- | ----- | ----- | ----- | ------- | ------- |
| 13 sep | 15:00 (UTC+2) | Servië     | 3–0     | Duitsland  | 25–21 | 25–17 | 25–15 |       |       | 75–53   | Verslag |
| 13 sep | 17:30 (UTC+2) | Slowakije  | 3–2     | Spanje     | 25–23 | 25–23 | 20–25 | 16–25 | 18–16 | 104–112 | Verslag |
| 13 sep | 20:30 (UTC+2) | België     | 3–0     | Oostenrijk | 25–17 | 25–23 | 25–17 |       |       | 75–57   | Verslag |
| 14 sep | 17:30 (UTC+2) | Duitsland  | 2–3     | België     | 23–25 | 17–25 | 25–22 | 25–15 | 13–15 | 103–102 | Verslag |
| 14 sep | 20:30 (UTC+2) | Slowakije  | 3–1     | Oostenrijk | 19–25 | 25–20 | 25–21 | 25–15 |       | 94–81   | Verslag |
| 15 sep | 15:30 (UTC+2) | Spanje     | 0–3     | België     | 17–25 | 21–25 | 14–25 |       |       | 52–75   | Verslag |
| 15 sep | 18:30 (UTC+2) | Servië     | 3–0     | Slowakije  | 25–19 | 25–20 | 25–21 |       |       | 75–60   | Verslag |
| 16 sep | 17:30 (UTC+2) | Oostenrijk | 0–3     | Duitsland  | 23–25 | 15–25 | 16–25 |       |       | 54–75   | Verslag |
| 16 sep | 20:30 (UTC+2) | Spanje     | 1–3     | Servië     | 25–21 | 19–25 | 19–25 | 20–25 |       | 83–96   | Verslag |
| 17 sep | 17:30 (UTC+2) | Oostenrijk | 2–3     | Spanje     | 23–25 | 28–26 | 23–25 | 25–23 | 11–15 | 110–114 | Verslag |
| 17 sep | 20:30 (UTC+2) | Slowakije  | 0–3     | België     | 23–25 | 20–25 | 15–25 |       |       | 58–75   | Verslag |
| 18 sep | 17:30 (UTC+2) | Duitsland  | 3–0     | Slowakije  | 25–23 | 30–28 | 25–19 |       |       | 80–70   | Verslag |
| 18 sep | 20:30 (UTC+2) | België     | 0–3     | Servië     | 19–25 | 21–25 | 19–25 |       |       | 59–75   | Verslag |
| 19 sep | 17:30 (UTC+2) | Spanje     | 3–1     | Duitsland  | 25–22 | 25–20 | 18–25 | 25–19 |       | 93–86   | Verslag |
| 19 sep | 20:30 (UTC+2) | Servië     | 3–0     | Oostenrijk | 25–16 | 25–22 | 25–20 |       |       | 75–58   | Verslag |

### Groep C
Alle wedstrijden zijn gespeeld in de Dvorana Stožice te Ljubljana (Slovenië).
| # | Team            | Wedstrijden | Wedstrijden | Wedstrijden | Sets | Sets | Sets  | Punten | Punten | Punten | Opmerking                |
| # | Team            | G           | V           | Ptn         | G    | V    | SR    | G      | V      | PR     | Opmerking                |
| - | --------------- | ----------- | ----------- | ----------- | ---- | ---- | ----- | ------ | ------ | ------ | ------------------------ |
| 1 | Rusland         | 5           | 0           | 15          | 15   | 2    | 7,500 | 427    | 329    | 1.298  | Naar Kampioenschapsronde |
| 2 | Slovenië        | 3           | 2           | 9           | 10   | 7    | 1,429 | 419    | 376    | 1.114  | Naar Kampioenschapsronde |
| 3 | Turkije         | 2           | 3           | 7           | 9    | 10   | 0,900 | 413    | 421    | 0.981  | Naar Kampioenschapsronde |
| 4 | Finland         | 2           | 3           | 6           | 9    | 12   | 0,750 | 455    | 472    | 0.964  | Naar Kampioenschapsronde |
| 5 | Noord-Macedonië | 2           | 3           | 6           | 7    | 11   | 0,636 | 409    | 445    | 0.919  |                          |
| 6 | Wit-Rusland     | 1           | 4           | 2           | 6    | 14   | 0,429 | 404    | 484    | 0.835  |                          |

| Datum  | Tijd          |                 | Uitslag |                 | Set 1 | Set 2 | Set 3 | Set 4 | Set 5 | Totaal  | Verslag |
| ------ | ------------- | --------------- | ------- | --------------- | ----- | ----- | ----- | ----- | ----- | ------- | ------- |
| 12 sep | 14:30 (UTC+2) | Turkije         | 1–3     | Rusland         | 13–25 | 25–23 | 17–25 | 15–25 |       | 70–98   | Verslag |
| 12 sep | 17:30 (UTC+2) | Finland         | 3–1     | Noord-Macedonië | 25–23 | 25–22 | 23–25 | 25–21 |       | 98–91   | Verslag |
| 12 sep | 20:30 (UTC+2) | Slovenië        | 3–0     | Wit-Rusland     | 25–17 | 25–14 | 25–19 |       |       | 75–50   | Verslag |
| 13 sep | 17:30 (UTC+2) | Noord-Macedonië | 0–3     | Turkije         | 20–25 | 23–25 | 13–25 |       |       | 56–75   | Verslag |
| 13 sep | 20:30 (UTC+2) | Wit-Rusland     | 1–3     | Rusland         | 25–23 | 17–25 | 22–25 | 10–25 |       | 74–98   | Verslag |
| 14 sep | 17:30 (UTC+2) | Noord-Macedonië | 0–3     | Rusland         | 15–25 | 16–25 | 28–30 |       |       | 59–80   | Verslag |
| 14 sep | 20:30 (UTC+2) | Slovenië        | 3–1     | Finland         | 25–18 | 26–24 | 24–26 | 25–15 |       | 100–83  | Verslag |
| 15 sep | 17:30 (UTC+2) | Wit-Rusland     | 3–2     | Finland         | 13–25 | 17–25 | 30–28 | 25–22 | 15–13 | 100–113 | Verslag |
| 15 sep | 20:30 (UTC+2) | Turkije         | 0–3     | Slovenië        | 28–30 | 16–25 | 23–25 |       |       | 67–80   | Verslag |
| 16 sep | 17:30 (UTC+2) | Rusland         | 3–0     | Finland         | 25–17 | 26–24 | 25–22 |       |       | 76–63   | Verslag |
| 16 sep | 20:30 (UTC+2) | Wit-Rusland     | 1–3     | Noord-Macedonië | 25–23 | 19–25 | 27–29 | 20–25 |       | 91–102  | Verslag |
| 17 sep | 17:30 (UTC+2) | Slovenië        | 1–3     | Noord-Macedonië | 24–26 | 28–30 | 25–19 | 24–26 |       | 101–101 | Verslag |
| 17 sep | 20:30 (UTC+2) | Turkije         | 3–1     | Wit-Rusland     | 25–21 | 26–24 | 20–25 | 25–19 |       | 96–89   | Verslag |
| 18 sep | 17:30 (UTC+2) | Slovenië        | 0–3     | Rusland         | 21–25 | 21–25 | 21–25 |       |       | 63–75   | Verslag |
| 18 sep | 20:30 (UTC+2) | Finland         | 3–2     | Turkije         | 25–20 | 15–25 | 18–25 | 25–23 | 15–12 | 98–105  | Verslag |

### Groep D
De wedstrijden van 13 t/m 16 september zijn gespeeld in Rotterdam Ahoy te Rotterdam (Nederland), en de wedstrijden van 17 t/m 19 september in de Sporthallen Zuid te Amsterdam (Nederland).
| # | Team       | Wedstrijden | Wedstrijden | Wedstrijden | Sets | Sets | Sets   | Punten | Punten | Punten | Opmerking                |
| # | Team       | G           | V           | Ptn         | G    | V    | SR     | G      | V      | PR     | Opmerking                |
| - | ---------- | ----------- | ----------- | ----------- | ---- | ---- | ------ | ------ | ------ | ------ | ------------------------ |
| 1 | Polen      | 5           | 0           | 15          | 15   | 1    | 15,000 | 400    | 283    | 1.413  | Naar Kampioenschapsronde |
| 2 | Nederland  | 3           | 2           | 10          | 11   | 7    | 01,571 | 412    | 383    | 1.076  | Naar Kampioenschapsronde |
| 3 | Oekraïne   | 3           | 2           | 9           | 9    | 8    | 01,125 | 385    | 367    | 1.049  | Naar Kampioenschapsronde |
| 4 | Tsjechië   | 2           | 3           | 6           | 9    | 11   | 00,818 | 433    | 447    | 0.969  | Naar Kampioenschapsronde |
| 5 | Montenegro | 2           | 3           | 5           | 7    | 11   | 00,636 | 348    | 426    | 0.817  |                          |
| 6 | Estland    | 0           | 5           | 0           | 2    | 15   | 00,133 | 367    | 439    | 0.836  |                          |

| Datum  | Tijd          |            | Uitslag |            | Set 1 | Set 2 | Set 3 | Set 4 | Set 5 | Totaal  | Verslag |
| ------ | ------------- | ---------- | ------- | ---------- | ----- | ----- | ----- | ----- | ----- | ------- | ------- |
| 13 sep | 14:00 (UTC+2) | Tsjechië   | 1–3     | Oekraïne   | 21–25 | 19–25 | 25–19 | 22–25 |       | 87–94   | Verslag |
| 13 sep | 17:00 (UTC+2) | Estland    | 1–3     | Polen      | 22–25 | 27–25 | 22–25 | 17–25 |       | 88–100  | Verslag |
| 13 sep | 20:00 (UTC+2) | Nederland  | 3–0     | Montenegro | 25–13 | 25–17 | 25–15 |       |       | 75–45   | Verslag |
| 14 sep | 16:00 (UTC+2) | Oekraïne   | 0–3     | Nederland  | 26–28 | 27–29 | 21–25 |       |       | 74–82   | Verslag |
| 14 sep | 19:00 (UTC+2) | Estland    | 0–3     | Montenegro | 23–25 | 28–30 | 23–25 |       |       | 74–80   | Verslag |
| 15 sep | 16:00 (UTC+2) | Nederland  | 0–3     | Polen      | 19–25 | 18–25 | 19–25 |       |       | 56–75   | Verslag |
| 15 sep | 19:00 (UTC+2) | Tsjechië   | 3–0     | Estland    | 25–18 | 34–32 | 28–26 |       |       | 87–76   | Verslag |
| 16 sep | 17:00 (UTC+2) | Montenegro | 1–3     | Oekraïne   | 25–19 | 18–25 | 15–25 | 19–25 |       | 77–94   | Verslag |
| 16 sep | 20:00 (UTC+2) | Polen      | 3–0     | Tsjechië   | 25–18 | 25–12 | 25–15 |       |       | 75–45   | Verslag |
| 17 sep | 17:00 (UTC+2) | Montenegro | 0–3     | Polen      | 10–25 | 17–25 | 19–25 |       |       | 46–75   | Verslag |
| 17 sep | 20:00 (UTC+2) | Estland    | 1–3     | Nederland  | 25–22 | 19–25 | 19–25 | 20–25 |       | 83–97   | Verslag |
| 18 sep | 16:00 (UTC+2) | Oekraïne   | 3–0     | Estland    | 25–17 | 25–15 | 25–14 |       |       | 75–46   | Verslag |
| 18 sep | 20:00 (UTC+2) | Nederland  | 2–3     | Tsjechië   | 18–25 | 25–18 | 20–25 | 25–22 | 14–16 | 102–106 | Verslag |
| 19 sep | 17:00 (UTC+2) | Tsjechië   | 2–3     | Montenegro | 23–25 | 25–14 | 22–25 | 25–21 | 13–15 | 108–100 | Verslag |
| 19 sep | 20:00 (UTC+2) | Polen      | 3–0     | Oekraïne   | 25–17 | 25–16 | 25–15 |       |       | 75–48   | Verslag |

## Kampioenschapsronde

### Schema
|  | Laatste 16           | Laatste 16           |                     |   | Kwartfinale   | Kwartfinale   |                   |                   | Halve finale | Halve finale |  |  | Finale | Finale |
|  |                      |                      |                     |   |               |               |                   |                   |              |              |  |  |        |        |
|  | Antwerpen, België    |                      |                     |   |               |               |                   |                   |              |              |  |  |        |        |
|  |                      |                      |                     |   |               |               |                   |                   |              |              |  |  |        |        |
|  | Servië               | 3                    |                     |   |               |               |                   |                   |              |              |  |  |        |        |
|  | Servië               | 3                    | Antwerpen, België   |   |               |               |                   |                   |              |              |  |  |        |        |
|  | Tsjechië             | 0                    |                     |   |               |               |                   |                   |              |              |  |  |        |        |
|  | Tsjechië             | 0                    | Servië              | 3 |               |               |                   |                   |              |              |  |  |        |        |
|  | Antwerpen, België    |                      | Servië              | 3 |               |               |                   |                   |              |              |  |  |        |        |
|  |                      | Oekraïne             | 2                   |   |               |               |                   |                   |              |              |  |  |        |        |
|  | België               | Oekraïne             | 2                   | 2 |               |               |                   |                   |              |              |  |  |        |        |
|  | België               |                      | Parijs, Frankrijk   | 2 |               |               |                   |                   |              |              |  |  |        |        |
|  | Oekraïne             | 3                    |                     |   |               |               |                   |                   |              |              |  |  |        |        |
|  | Oekraïne             | 3                    | Servië              | 3 |               |               |                   |                   |              |              |  |  |        |        |
|  | Nantes, Frankrijk    |                      | Servië              | 3 |               |               |                   |                   |              |              |  |  |        |        |
|  |                      | Frankrijk            | 2                   |   |               |               |                   |                   |              |              |  |  |        |        |
|  | Frankrijk            | Frankrijk            | 2                   | 3 |               |               |                   |                   |              |              |  |  |        |        |
|  | Frankrijk            | Nantes, Frankrijk    |                     | 3 |               |               |                   |                   |              |              |  |  |        |        |
|  | Finland              | 0                    |                     |   |               |               |                   |                   |              |              |  |  |        |        |
|  | Finland              | 0                    | Frankrijk           | 3 |               |               |                   |                   |              |              |  |  |        |        |
|  | Nantes, Frankrijk    |                      | Frankrijk           | 3 |               |               |                   |                   |              |              |  |  |        |        |
|  |                      | Italië               | 0                   |   |               |               |                   |                   |              |              |  |  |        |        |
|  | Italië               | Italië               | 0                   | 3 |               |               |                   |                   |              |              |  |  |        |        |
|  | Italië               |                      | Parijs, Frankrijk   | 3 |               |               |                   |                   |              |              |  |  |        |        |
|  | Turkije              | 0                    |                     |   |               |               |                   |                   |              |              |  |  |        |        |
|  | Turkije              | 0                    | Servië              | 3 |               |               |                   |                   |              |              |  |  |        |        |
|  | Apeldoorn, Nederland |                      | Servië              | 3 |               |               |                   |                   |              |              |  |  |        |        |
|  |                      | Slovenië             | 1                   |   |               |               |                   |                   |              |              |  |  |        |        |
|  | Polen                | Slovenië             | 1                   | 3 |               |               |                   |                   |              |              |  |  |        |        |
|  | Polen                | Apeldoorn, Nederland |                     | 3 |               |               |                   |                   |              |              |  |  |        |        |
|  | Spanje               | 0                    |                     |   |               |               |                   |                   |              |              |  |  |        |        |
|  | Spanje               | 0                    | Polen               | 3 |               |               |                   |                   |              |              |  |  |        |        |
|  | Apeldoorn, Nederland |                      | Polen               | 3 |               |               |                   |                   |              |              |  |  |        |        |
|  |                      | Duitsland            | 0                   |   |               |               |                   |                   |              |              |  |  |        |        |
|  | Nederland            | Duitsland            | 0                   | 1 |               |               |                   |                   |              |              |  |  |        |        |
|  | Nederland            |                      | Ljubljana, Slovenië | 1 |               |               |                   |                   |              |              |  |  |        |        |
|  | Duitsland            | 3                    |                     |   |               |               |                   |                   |              |              |  |  |        |        |
|  | Duitsland            | 3                    | Polen               | 1 |               |               |                   |                   |              |              |  |  |        |        |
|  | Ljubljana, Slovenië  |                      | Polen               | 1 |               |               |                   |                   |              |              |  |  |        |        |
|  |                      | Slovenië             | 3                   |   | Kleine finale | Kleine finale |                   |                   |              |              |  |  |        |        |
|  | Rusland              | Slovenië             | 3                   | 3 | Kleine finale | Kleine finale |                   |                   |              |              |  |  |        |        |
|  | Rusland              | Ljubljana, Slovenië  | Ljubljana, Slovenië | 3 |               |               | Parijs, Frankrijk | Parijs, Frankrijk |              |              |  |  |        |        |
|  | Griekenland          | Ljubljana, Slovenië  | Ljubljana, Slovenië | 0 |               |               | Parijs, Frankrijk | Parijs, Frankrijk |              |              |  |  |        |        |
|  | Griekenland          | Rusland              | 1                   | 0 | Frankrijk     | 0             |                   |                   |              |              |  |  |        |        |
|  | Ljubljana, Slovenië  | Rusland              | 1                   |   | Frankrijk     | 0             |                   |                   |              |              |  |  |        |        |
|  |                      | Slovenië             | 3                   |   | Polen         | 3             |                   |                   |              |              |  |  |        |        |
|  | Slovenië             | Slovenië             | 3                   | 3 | Polen         | 3             |                   |                   |              |              |  |  |        |        |
|  | Slovenië             |                      |                     | 3 |               |               |                   |                   |              |              |  |  |        |        |
|  | Bulgarije            | 1                    |                     |   |               |               |                   |                   |              |              |  |  |        |        |
|  | Bulgarije            | 1                    |                     |   |               |               |                   |                   |              |              |  |  |        |        |

### Laatste 16
- Omnisport te Apeldoorn (Nederland)

| Datum  | Tijd          |           | Uitslag |           | Set 1 | Set 2 | Set 3 | Set 4 | Set 5 | Totaal | Verslag |
| ------ | ------------- | --------- | ------- | --------- | ----- | ----- | ----- | ----- | ----- | ------ | ------- |
| 21 sep | 16:00 (UTC+2) | Nederland | 1–3     | Duitsland | 17–25 | 22–25 | 32–30 | 23–25 |       | 94–105 | Verslag |
| 21 sep | 20:00 (UTC+2) | Polen     | 3–0     | Spanje    | 25–18 | 25–13 | 25–16 |       |       | 75–47  | Verslag |

- Dvorana Stožice te Ljubljana (Slovenië).

| Datum  | Tijd          |          | Uitslag |             | Set 1 | Set 2 | Set 3 | Set 4 | Set 5 | Totaal | Verslag |
| ------ | ------------- | -------- | ------- | ----------- | ----- | ----- | ----- | ----- | ----- | ------ | ------- |
| 21 sep | 17:30 (UTC+2) | Rusland  | 3–0     | Griekenland | 25–16 | 25–15 | 25–16 |       |       | 75–47  | Verslag |
| 21 sep | 20:30 (UTC+2) | Slovenië | 3–1     | Bulgarije   | 25–27 | 25–17 | 25–16 | 25–17 |       | 100–77 | Verslag |

- Sportpaleis te Antwerpen (België).

| Datum  | Tijd          |        | Uitslag |          | Set 1 | Set 2 | Set 3 | Set 4 | Set 5 | Totaal  | Verslag |
| ------ | ------------- | ------ | ------- | -------- | ----- | ----- | ----- | ----- | ----- | ------- | ------- |
| 21 sep | 17:30 (UTC+2) | Servië | 3–0     | Tsjechië | 31–29 | 25–21 | 25–18 |       |       | 81–68   | Verslag |
| 21 sep | 20:30 (UTC+2) | België | 2–3     | Oekraïne | 22–25 | 25–21 | 25–14 | 18–25 | 10–15 | 100–100 | Verslag |

- XXL Hal te Nantes (Frankrijk).

| Datum  | Tijd          |           | Uitslag |         | Set 1 | Set 2 | Set 3 | Set 4 | Set 5 | Totaal | Verslag |
| ------ | ------------- | --------- | ------- | ------- | ----- | ----- | ----- | ----- | ----- | ------ | ------- |
| 21 sep | 19:30 (UTC+2) | Frankrijk | 3–0     | Finland | 25–16 | 25–23 | 25–21 |       |       | 75–60  | Verslag |
| 22 sep | 17:00 (UTC+2) | Italië    | 3–0     | Turkije | 25–22 | 25–18 | 25–21 |       |       | 75–61  | Verslag |

### Kwartfinale
- Omnisport te Apeldoorn (Nederland)

| Datum  | Tijd          |       | Uitslag |           | Set 1 | Set 2 | Set 3 | Set 4 | Set 5 | Totaal | Verslag |
| ------ | ------------- | ----- | ------- | --------- | ----- | ----- | ----- | ----- | ----- | ------ | ------- |
| 23 sep | 20:00 (UTC+2) | Polen | 3–0     | Duitsland | 25–19 | 25–21 | 25–18 |       |       | 75–58  | Verslag |

- Dvorana Stožice te Ljubljana (Slovenië).

| Datum  | Tijd          |         | Uitslag |          | Set 1 | Set 2 | Set 3 | Set 4 | Set 5 | Totaal | Verslag |
| ------ | ------------- | ------- | ------- | -------- | ----- | ----- | ----- | ----- | ----- | ------ | ------- |
| 23 sep | 20:30 (UTC+2) | Rusland | 1–3     | Slovenië | 23–25 | 22–25 | 25–21 | 21–25 |       | 91–96  | Verslag |

- Sportpaleis te Antwerpen (België).

| Datum  | Tijd          |        | Uitslag |          | Set 1 | Set 2 | Set 3 | Set 4 | Set 5 | Totaal  | Verslag |
| ------ | ------------- | ------ | ------- | -------- | ----- | ----- | ----- | ----- | ----- | ------- | ------- |
| 24 sep | 20:30 (UTC+2) | Servië | 3–2     | Oekraïne | 21–25 | 25–23 | 25–22 | 19–25 | 15–9  | 105–104 | Verslag |

- XXL Hal te Nantes (Frankrijk).

| Datum  | Tijd          |           | Uitslag |        | Set 1 | Set 2 | Set 3 | Set 4 | Set 5 | Totaal | Verslag |
| ------ | ------------- | --------- | ------- | ------ | ----- | ----- | ----- | ----- | ----- | ------ | ------- |
| 24 sep | 21:00 (UTC+2) | Frankrijk | 3–0     | Italië | 25–16 | 27–25 | 25–14 |       |       | 77–55  | Verslag |

### Halve finale
- Dvorana Stožice te Ljubljana (Slovenië).

| Datum  | Tijd          |       | Uitslag |          | Set 1 | Set 2 | Set 3 | Set 4 | Set 5 | Totaal | Verslag |
| ------ | ------------- | ----- | ------- | -------- | ----- | ----- | ----- | ----- | ----- | ------ | ------- |
| 26 sep | 20:30 (UTC+2) | Polen | 1–3     | Slovenië | 23–25 | 26–24 | 22–25 | 23–25 |       | 94–99  | Verslag |

- AccorHotels Arena te Parijs (Frankrijk).

| Datum  | Tijd          |        | Uitslag |           | Set 1 | Set 2 | Set 3 | Set 4 | Set 5 | Totaal  | Verslag |
| ------ | ------------- | ------ | ------- | --------- | ----- | ----- | ----- | ----- | ----- | ------- | ------- |
| 27 sep | 21:00 (UTC+2) | Servië | 3–2     | Frankrijk | 23–25 | 25–23 | 25–21 | 17–25 | 15–7  | 105–101 | Verslag |

### Kleine finale
- AccorHotels Arena te Parijs (Frankrijk).

| Datum  | Tijd          |           | Uitslag |       | Set 1 | Set 2 | Set 3 | Set 4 | Set 5 | Totaal | Verslag |
| ------ | ------------- | --------- | ------- | ----- | ----- | ----- | ----- | ----- | ----- | ------ | ------- |
| 28 sep | 18:00 (UTC+2) | Frankrijk | 0–3     | Polen | 24–26 | 22–25 | 21–25 |       |       | 67–76  | Verslag |

### Finale
- AccorHotels Arena te Parijs (Frankrijk).

| Datum  | Tijd          |        | Uitslag |          | Set 1 | Set 2 | Set 3 | Set 4 | Set 5 | Totaal | Verslag |
| ------ | ------------- | ------ | ------- | -------- | ----- | ----- | ----- | ----- | ----- | ------ | ------- |
| 29 sep | 17:30 (UTC+2) | Servië | 3–1     | Slovenië | 19–25 | 25–16 | 25–18 | 25–20 |       | 94–79  | Verslag |